# Simon Brehm

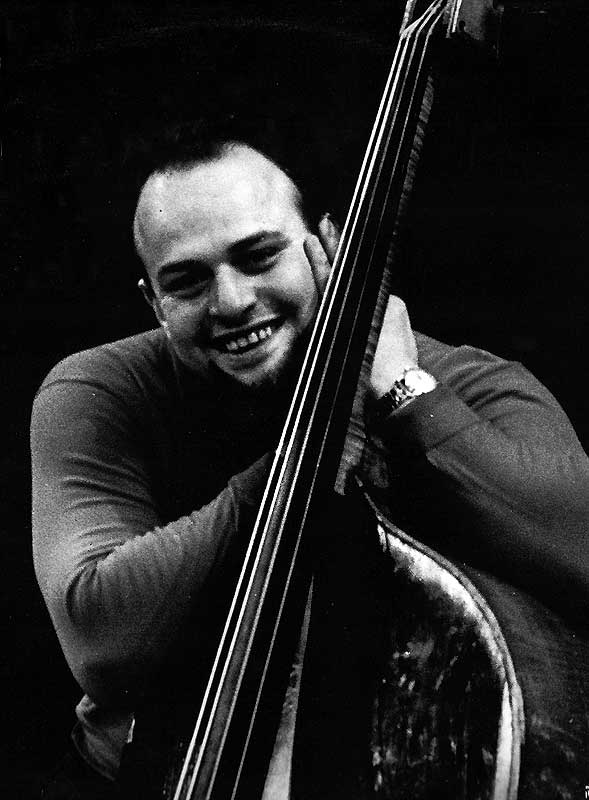
Simon Brehm, circa 1950.

Simon Brehm (31 december 1921 - 11 februari 1967) was een Zweedse jazz-contrabassist en bigband-leider. Later was hij eigenaar van het platenlabel Karusell.
Brehm speelde piano, klarinet en, vanaf 1938, gitaar. Hij speelde in verschillende bands, waaronder die van Charlie Norman, Carl-Henrik Norin en Arne Hülphers. In 1946 richtte hij een eigen band op, waarin onder meer Arne Domnérus, de door hem ontdekte zangeres Lill-Babs, Stan Hasselgard, Rolf Billberg, Mikkel Flagstad en Ove Lind actief zijn geweest. Met zijn groep of delen daarvan, of alleen, begeleidde hij internationale musici waaronder Hot Lips Page, Teddy Wilson, Sonny Clark, zangeres Annie Ross en Tyree Glenn. In de jaren veertig en vijftig speelde hij mee op vele tientallen plaatopnames, van bijvoorbeeld Zoot Sims, Quincy Jones, Lars Gullin, Jimmy Raney, radio-bigbandleider Harry Arnold en Don Gais. In 1952 richtte hij het platenlabel Karusell op. Op dit label verscheen jazz van onder meer saxofonist Stan Getz, maar ook popmuziek. In de jaren zestig leidde hij een band van een televisie-talkshow, 'Hylands hörna'.
Brehm was tevens actief als componist van filmmuziek, in de jaren veertig.